# Anyon
Pour l’article ayant un titre homophone, voir Anion.
En physique quantique, un anyon est un type de particule propre aux systèmes à deux dimensions. Ni boson ni fermion, l'anyon en est une généralisation[pas clair]. 
Prédits et théorisés depuis plus de quatre décennies, les premières preuves expérimentales de l'existence des anyons ne datent que de 2020.

## Prédictions théoriques
Le concept d'anyon est utile lorsqu’on s’intéresse à un système à deux dimensions tel que le graphène ou l’effet Hall quantique. Dans un espace à trois dimensions ou plus, les particules ne peuvent être que des bosons ou des fermions, de comportements statistiques différents : les bosons obéissent à la statistique de Bose-Einstein et les fermions à celle de Fermi-Dirac. Les états de particules liées, dans le formalisme de la mécanique quantique, s'expriment selon des formules représentant des permutations entre particules. On a en particulier, pour l'état de deux particules (avec la notation bra-ket) :
{\displaystyle \left|\psi _{1}\psi _{2}\right\rangle =\pm \left|\psi _{2}\psi _{1}\right\rangle }
où le premier élément dans le ket {\displaystyle \left|\cdot \right\rangle } correspond à l’état de la particule 1 et le second à celui de la particule 2. Le signe est « {\displaystyle +} » quand les deux particules sont des bosons, et « {\displaystyle -} » quand ce sont des fermions (les états composites boson/fermion ne sont pas possibles).
Cependant, dans les systèmes à deux dimensions, les quasiparticules peuvent obéir à des statistiques qui varient de façon continue entre les statistiques de Bose-Einstein et de Fermi-Dirac. Cela a été montré pour la première fois par Jon Magne Leinaas et Jan Myrheim de l’université d’Oslo en 1977. Dans notre exemple de deux particules ci-dessus, on obtient :
{\displaystyle \left|\psi _{1}\psi _{2}\right\rangle =e^{i\,\theta }\left|\psi _{2}\psi _{1}\right\rangle }
avec {\displaystyle i} l’unité imaginaire utilisée dans l’algèbre des nombres complexes et {\displaystyle \theta } un nombre réel. Rappelons que {\displaystyle e^{i\cdot 0}=1}, et que {\displaystyle e^{i\pi }=-1}. Ainsi dans le cas {\displaystyle \theta =\pi }, nous retrouvons bien la statistique de Fermi-Dirac (signe moins) et dans le cas {\displaystyle \theta =0} ou {\displaystyle \theta =2\pi } la statistique de Bose-Einstein (signe plus). La phase est de {\displaystyle \theta } dans les autres cas. Frank Wilczek inventa le terme « anyon » pour décrire de telles particules, de l'anglais any (« n'importe quel ») signifiant que le déphasage après permutation peut prendre n'importe quelle valeur.

## Vérifications expérimentales
Selon les prédictions théoriques, les excitations élémentaires de l'effet Hall quantique fractionnaire au facteur de remplissage {\displaystyle \nu =1/m} (où {\displaystyle m} est un entier impair) devraient obéir à une statistique fractionnaire abélienne, avec une phase {\displaystyle \varphi } associée à l'échange de deux particules égale à {\displaystyle \pi /m}. Après de nombreuses tentatives infructueuses, la signature de statistiques fractionnaires abéliennes au facteur de remplissage {\displaystyle \nu =1/3} a été observée en 2020 en mesurant les corrélations résultant de la collision entre anyons dans un séparateur de faisceau. En analysant leur dépendance vis-à-vis du courant d'anyons on obtient {\displaystyle \varphi =\pi /3}, en conformité avec la théorie.
En 2024 et 2025, deux équipes réussissent à amener des atomes de gaz quantiques 1D à se comporter comme des anyons. Leurs implémentations expérimentales diffèrent, mais elles ont en commun la capacité d'ajuster le comportement de ces particules sur l'ensemble du continuum des fermions aux bosons.